# Arquitectura prehistórica de Galicia
La arquitectura prehistórica de Galicia abarca aquellas formas de construcción empleadas por los habitantes de Galicia desde hace 2 millones de años (Prehistoria) hasta la llegada de los romanos y la consiguiente romanización.

## Historia
Las primeras construcciones de tamaño considerable encontradas en Galicia, datan de la Edad de Piedra. Durante el Neolítico se desarrolló la cultura del megalitismo cuya construcción más destacada es la anta o dolmen, estructuras funerarias sobre las que se construía un túmulo. Los planos de estas cámaras funerarias solían ser pseudocírculos o trapezoides, formados por enormes piedras clavadas en el suelo y otras que las cubrían, formando un techo. Segundo fue evolucionando la tipología, apareció una entrada en corredor llamada dromos, que gradualmente fue tomando importancia hasta ser tan amplia como la cámara. En el estadio más avanzado, eran comunes techos abovedados y falsas cúpulas.
Los primeros metales y la cerámica campaniforme llegaron a Galicia procedentes de Portugal hacia el año 2000 antes de Cristo, durante el Calcolítico o Edad del Cobre. De la Edad de Bronce (1800-700 la.C.) se conserva una gran cantidad de grabados en peñas al aire libre, denominados petroglifos. A finales de esta época aparece la cultura Castreña cuyo mayor exponente es el castro, recinto fortificado característico de la Edad de Hierro en el noroeste peninsular.

## Arquitectura megalítica
En una primera fase o "fase inicial" los dólmenes más antiguos eran poligonales simples y las cámaras eran de pequeño tamaño (12 m de diámetro por 1 m de altura) y sin corredor. Los ajuares típicos consisten en cerámica lisa o con decoración impresa e instrumental lítico como microlitos, lamelas y hachas pulidas.
Durante la segunda fase o "fase de apogeo", desde comienzos del IV milenio, apareció el corredor de entrada, las cámaras se hicieron algo mayores y comenzaron a grabarse o pintarse las pizarras. Se produce la propagación de este fenómeno por la mayor parte del territorio galaico. Los ajuares incluyen los materiales de la fase anterior, pero aumentan los instrumentos pulidos, predominando la punta de flecha de base triangular. Se entra en el Neolítico final y el calcolítico inicial.
Los túmulos del último período o "fase final" (2200-2000 la.C.) son de tamaño reducido (entre 6 a 12 m de diámetro y menos de 1 m de altura). Son sarcófagos de forma cuadrada o rectangular y con una única losa cómo cubierta que destacan menos en el paisaje. Parece como se abandonaran los enterramientos colectivos y se generalizaran los individuales. Los ajuares son distintos de los anteriores: dobles hachas, dobles azuelas, mazas, cinceles y azadas grandes. La presencia de objetos perforados se interpreta cómo prueba de la existencia de contactos con las regiones atlánticas de Francia y de la Bretaña y del sur de la península ibérica. Este período antecede a la aparición de la cultura del vaso campaniforme.
Algunos de estos túmulos fueron reutilizados más tarde, en época romana, como puestos de vigilancia. Ejemplos de esto son el campamento de la Ciudadela (Sobrado). Bastantes de ellos fueron destruidos en época reciente con el objeto de encontrar supuestos tesoros de oro o como consecuencia de las actividades agrícolas (labradíos, repoblaciones forestales), apertura de carreteras, establecimiento de industrias etc. De muchos queda ya sólo el recuerdo en la toponimia.
Durante la década de 1920 apareció la teoría "orientalista", según a cuál los constructores de megalitos provenían del este mediterráneo. Posteriormente, Bosch Gimpera postuló la teoría "occidentalista", según la cual los primeros constructores serían pastores descendientes de los grupos mesolíticos asentados en el noroeste de la península ibérica, de donde se difundiría hacia el sur. Actualmente se piensa que esta cultura pudo tener su origen en alto Alentejo, donde se han encontrado sepulcros sin corredor, conocidos como "protodólmenes". De estos surgirían los dolmenes de corredor con enterramientos colectivos que se expandirían hacia el norte. La teoría de los contactos y relaciones marítimas con Bretaña e Irlanda están prácticamente descartadas en las etapas iniciales de este período.

### Túmulos

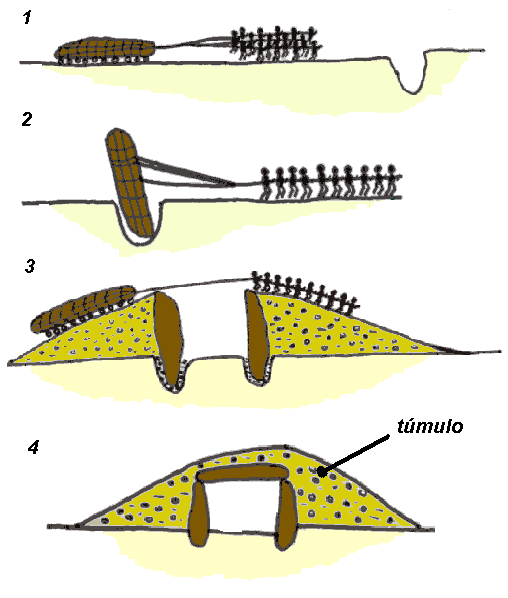
Construcción de un túmulo o mámoa.

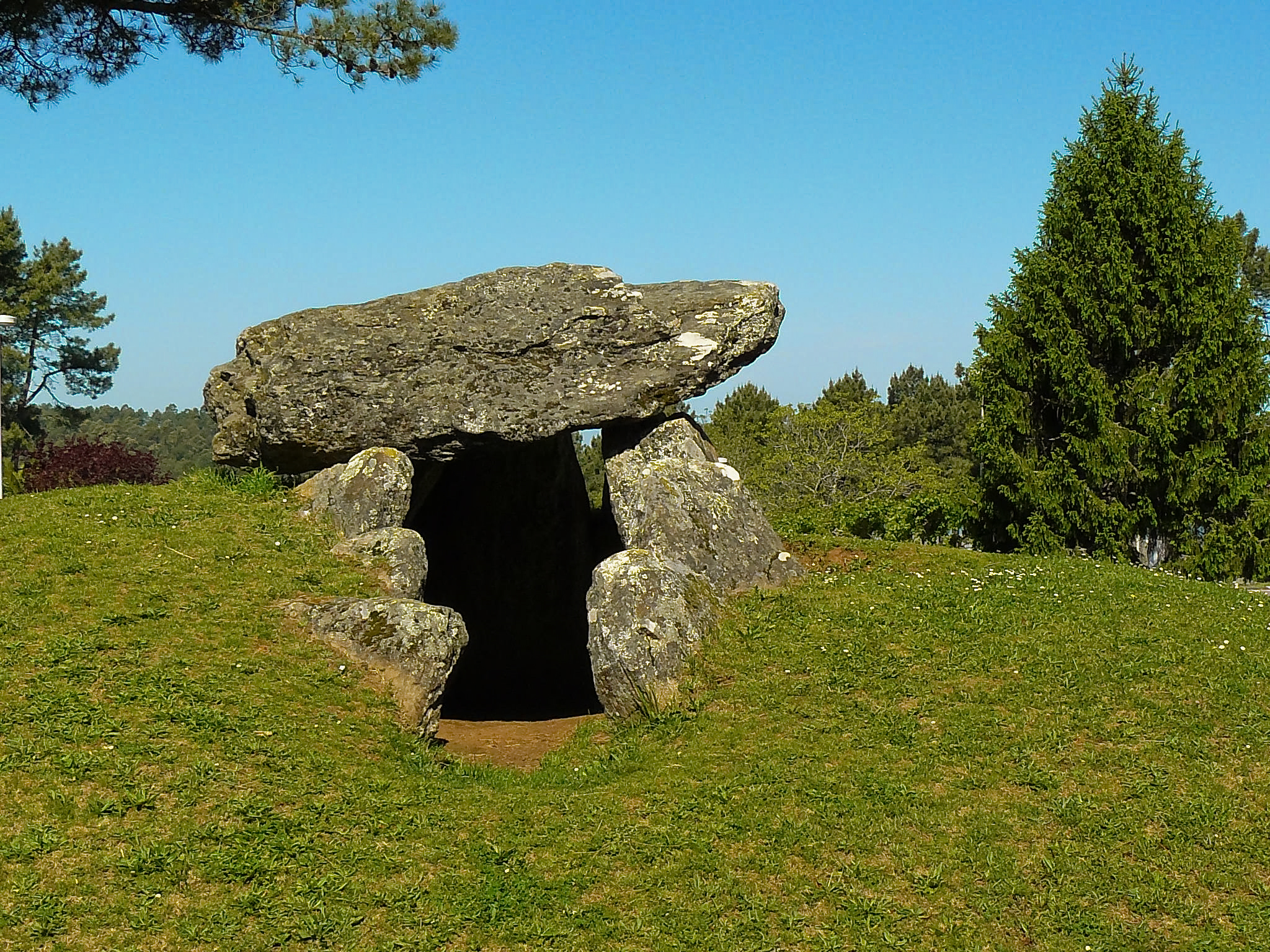
Dolmen de Meixoeiro, Mos.

Las antas estaban parcial o totalmente cubiertas de tierra, formando una mámoa. Se conocen también como medorras, medoñas o túmulos. Las mámoas tienen planta circular u ovalada, se ven en el paisaje como montes de tierra suaves parecidos a mamas (de donde toman el nombre) y sonido, por lo general, visibles a larga distancia. La función de estos túmulos es la de enterramiento colectivo, ya que los muertos iban acompañados de un ajuar consistente en alimentos, armas, útiles, adornos e ídolos. No se ha conservado ningún esqueleto debido a la acidez del suelo.
Estos túmulos se distribuyen uniformemente por todo el territorio y aparecen tanto a escasos metros de la costa como en las altas montañas orientales. Son más frecuentes en la mitad occidental y especialmente en las cumbres de las sierras de superficies llanas (cómo en la Sierra del Barbanza) y en llanuras ubicadas a media altura, nunca en pendientes escarpadas. Las mámoas suelen aparecer en conjuntos, formando necrópolis tumulares.
El diámetro oscila entre los 8 metros y los 40. Los más grandes son lo de la Mouta Grande (Verea) y el de la Madorra de la Granxa (Castro de Rey), que llegan a los 70 m. La altura oscila entre los 50 cm. y los 4 m., a pesar de que la mayoría no sobrepasa los 2 m. Habitualmente existe un anillo periférico de piedra y una protección. Dado que los túmulos fueron usados durante largos períodos de tiempo, las estructuras varían, dándose casos de túmulos que incorporan túmulos preexistentes.

### Dólmenes

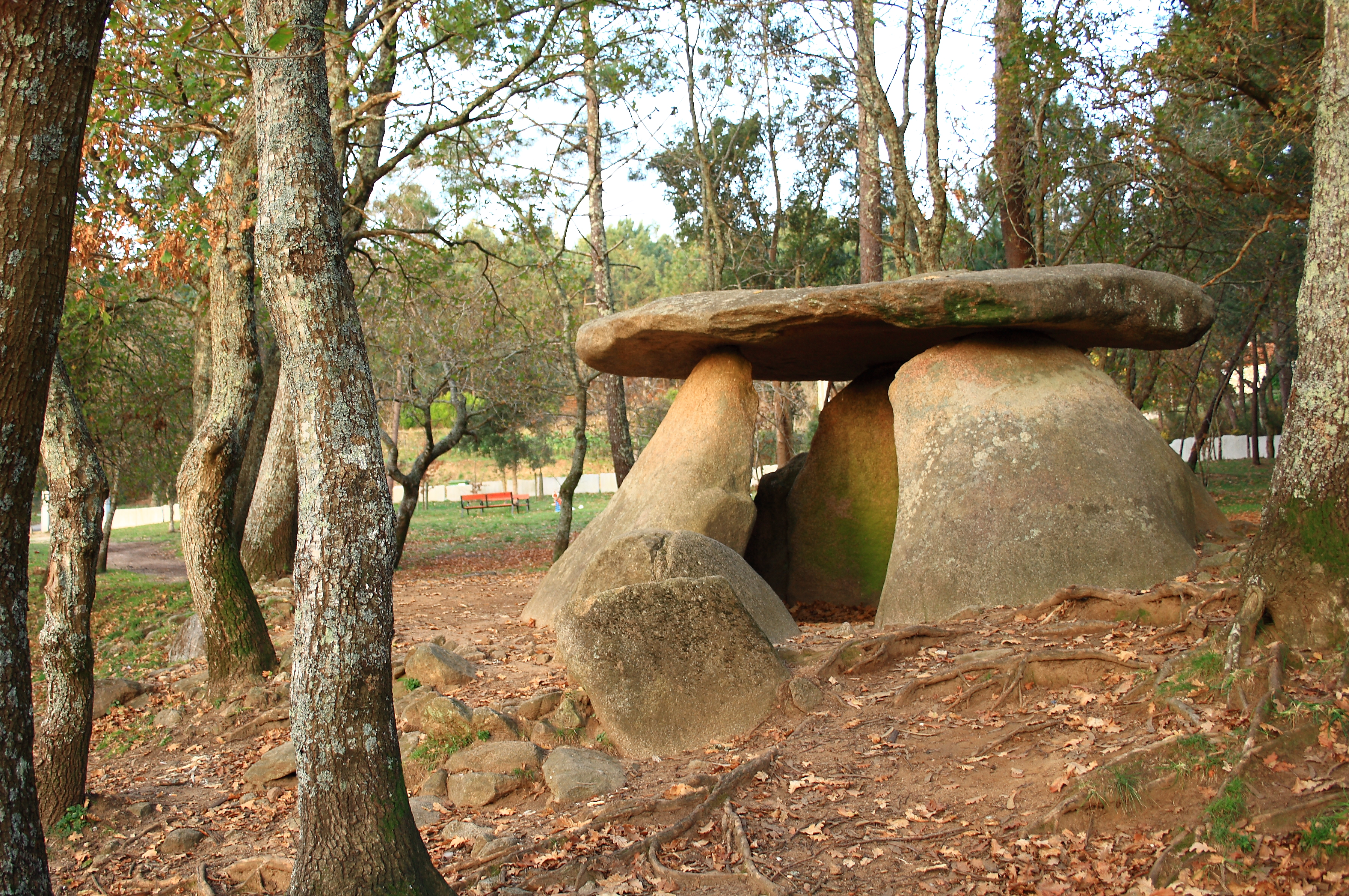
Dolmen de Axeitos, Ribeira

Las estructuras interiores de las mámoas constituyen la cámara funeraria, que suele ser de planta poligonal. Están construidos con piedras de grano tamaño (aunque, en pocas ocasiones, sea simplemente mampostería). Los ortostratos están hincados verticalmente e inclinados hacia el interior. Se cierran por arriba con piedras de grande tamaño. Se pavimentan con tierra batida o incluso losas. En Galicia son de tamaño pequeño.
Los dólmenes simples son los más antiguos. Durante el período de mayor desarrollo de la cultura megalítica aparecieron los dólmenes de corredor, en los que estos corredores, de tamaño pequeño, se unen a la cámara y se van ampliando hacia el exterior. Parece que los corredores tuvieron importancia ritual, ya que en ellos han aparecido elementos simbólicos, como estelas.
Los ajuares son poco abundantes hoy en día, en parte debido al expolio secular a que fueron sometidas las mámoas.

### Cistas
En el último período del megalitismo los enterramientos se hacen más pequeños y consisten en túmulos secundarios en masas tumulares, túmulos sin cámara diferenciada y cistas sin túmulo.

### Menhires y círculos de piedras
Estas construcciones parece que no están relacionadas con los ritos funerarios. Existen pocos si se compara con otras áreas como Gran Bretaña o Bretaña. El más conocido es la Lapa de Gargantáns (Moraña), que mide 2,35 m de altura. Presenta un escote, como la de los ídolos de los dólmenes con corredor, algunos grabados y decoración de cazoletas en todas sus caras. El menhir de Cristal (Ribeira) mide 2,50 m, tiene nueve cazoletas en una de las caras y una en otra. Se conocen otros menhires (también denominados pedrafitas), como el de Pedra Chantada (Vilalba), lo el de la Piedra Alta de Cortegada y otros dos en Guntín.
Los menhires gallegos rematan en punta, tienen los lados asimétricos y están decorados con cazoletas.
La mayoría de los supuestos círculos de piedras han desaparecido. Se conocen los de la Eira de las Brujas en el monte Neme, en la isla de la Estrella (Corme), en el monte Corzán (Negreira) y en la llanura de la Mourela (Puentes de García Rodríguez).

## Arquitectura de la Edad de Bronce
En la Edad de Bronce (1800-700 la.C.), la metalurgia comenzó a evidenciar cambios tanto en la forma como en la técnica con la aparición del bronce. La base económica fue la agricultura, la ganadería y el aprovechamiento de los recursos marinos; aunque la metalurgia del bronce debió jugar un importante papel, incluso en el crecimiento de los intercambios de estos bienes con la Europa atlántica y con el Mediterráneo peninsular.
Son numerosas las piezas de joyería que conservamos: pulseras, diademas, brazaletes etc; lo que evidencia la jerarquización de esta sociedad. Por su cantidad y calidad destaca el Tesoro de Caldas de Reyes (Caldas de Reyes), hoy en el Museo Provincial de Pontevedra, así como el casco de Leiro (Leiro, Rianjo), en el Museo Arqueológico del Castillo de San Antón, en la Coruña.
La importancia de la guerra para esta sociedad nos la muestra el numeroso armamento metálico que encontramos: puñales, hachas, punta de lanza, espadas,... Los lugares en los que aparecieron los restos de mayor importancia fueron El Hío (Pontevedra), Roufeiro (Orense) y Leiro.
De la Edad de Bronce se conserva una gran cantidad de petroglifos, de grabados en peñas al aire libre. Los grabados existentes en Galicia conforman el llamado Grupo Galaico de Arte Rupestre. Todas ellas se realizaron sobre granito (excepto en el Incio donde están grabadas sobre pizarra, y en Sarria y Samos sobre esquisto), aunque no se sabe si esta fue una elección intencional o si es que se trata simplemente del material más duradero, y por ese motivo llegaron hasta nuestros días. El conjunto de petroglifos gallegos es uno de los más ricos y peculiares dentro del marco europeo e incluso mundial.
Estos grabados son producto de la sociedad de la Edad de Bronce, coincidiendo con el desarrollo inicial de la metalurgia. Sin embargo en muchos casos aparecen grabados de dataciones posteriores mezclados con los existentes anteriormente, en algunas ocasiones persiguiendo la finalidad de cristianizar los símbolos considerados paganos, a imagen de lo que sucedió con muchos castros en los que se erigieron ermitas, iglesias o cruceros en el lugar que ocupaban como proceso de cristianización de lugares que eran objeto de leyendas (con los moros de protagonistas en su mayoría) y cultos paganos por parte del pueblo.

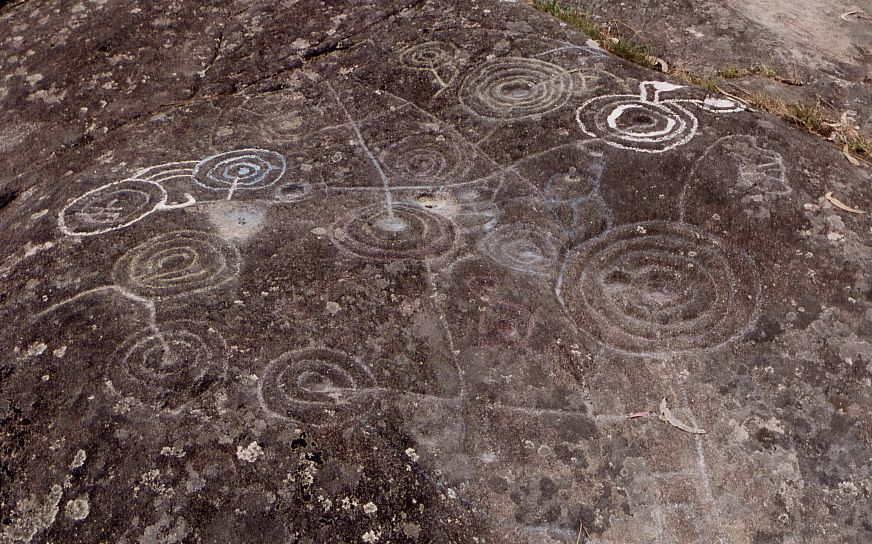
Petroglifos de Mogor, Marín.

La mayor parte de los petroglifos descubiertos en Galicia se encontraron principalmente en la franja costera que abarca desde la ría de Muros hasta la desembocadura del río Miño, y concretamente en el valle del río Lérez, donde se conservan la mayor parte de los grabados. Cuanto más nos alejamos de este lugar hacia el norte o a las provincias de interior encontramos un número muy inferior y casi siempre relacionados con los valles de los ríos.
Algunos de los yacimientos más destacados encontrados en el país son los del Parque arqueológico de Campo Lameiro, (conjunto considerado por muchos autores como la "Capilla Sixtina" de los petroglifos gallegos), y los de los Laberintos de Mogor (Marín) entre otros.

## Arquitectura castreña

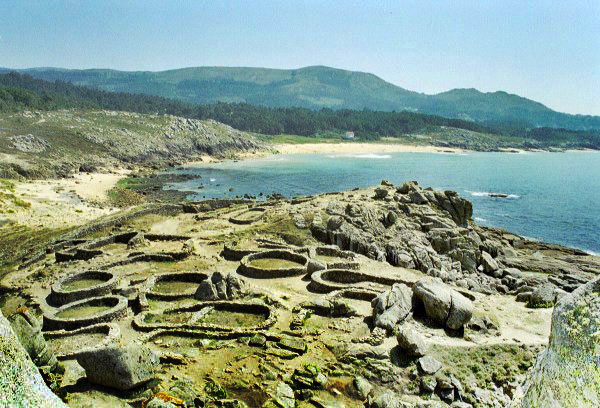
Castro de Baroña, Puerto del Son.

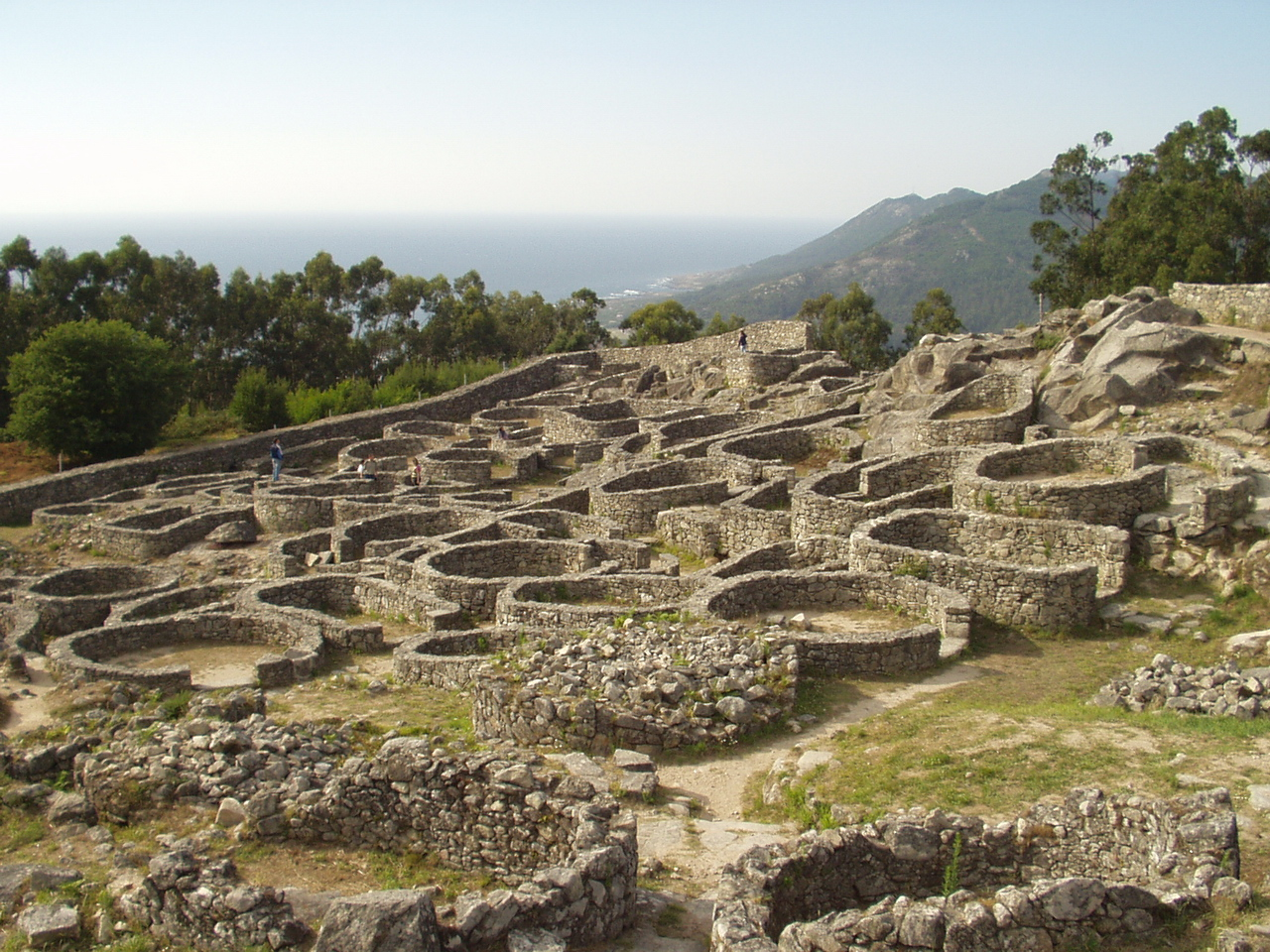
Castro de Santa Tecla, La Guardia.

La indoeuropeización del cuadrante noroccidental de la península ibérica durante lo Edad del Bronce fue continuada por elementos quizá célticos durante la Edad de Hierro, a partir del siglo VI a. C.. Apareció así la Cultura castreña, caracterizada por los castros o citanias, poblados fortificados sin apenas urbanismo. Aunque a veces hierro y Cultura castreña se consideren equivalentes, conviene distinguir entre los dos conceptos porque la transición entre el Bronce y el Hierro es aún bastante desconocida y no está claro que elementos anteriores pervivieron y de donde provienen los rasgos prototípicos del mundo castreño. En efecto, los castros más antiguos datan de los siglos VIII y VII a. C. Esta área cultural tiene su límite oriental en el río Navia y El Bierzo y el meridional en el río Duero. No se dio en ningún momento un proceso de construcción de entidades de tipo estatal, ya que se trataba de una sociedad de tipo gentilicio.
De la lenta fusión por aculturación entre los mundos castreño y provincial romano surge la cultura galaico-romana.

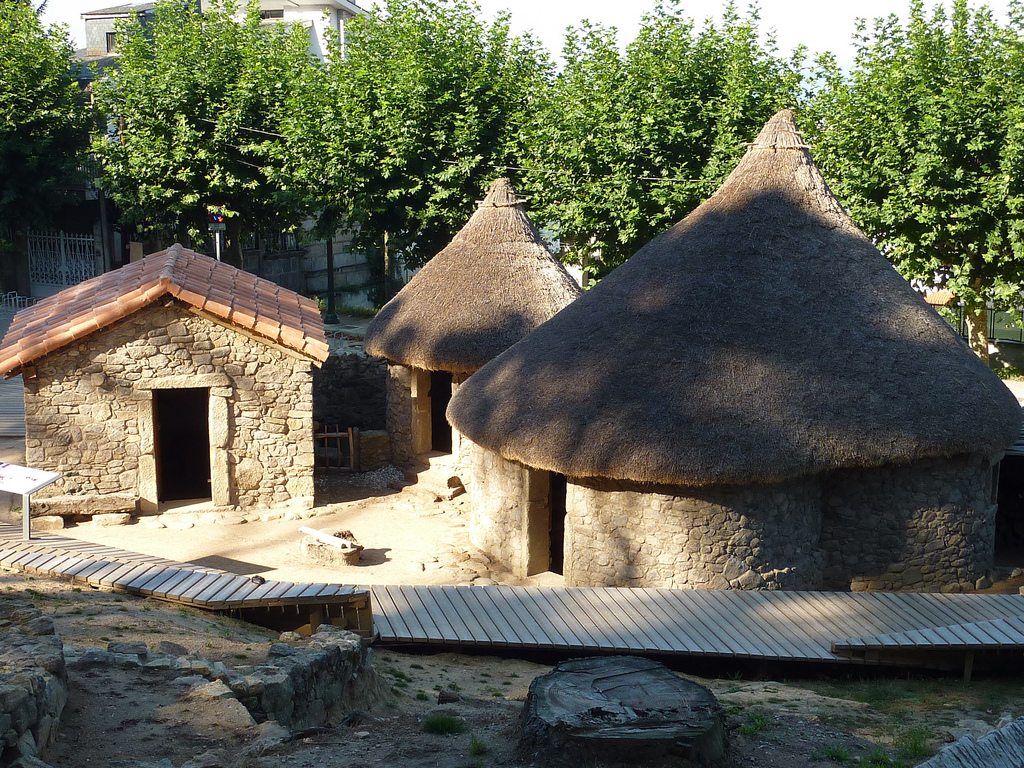
Ejemplo de viviendas castreñas en el castro de Vigo.

Las construcciones características de los celtas eran los castros, villas amuralladas, habitualmente situadas en alto de una colina.
Las casas castreñas tenían unos 3,5 a 5 m de longitud y eran generalmente circulares, existiendo algunas rectangulares, de piedra y con techos de paja, con una columna central. Sus calles eran generalmente regulares, surgiendo algún tipo de organización central.
En el actual territorio de Galicia los castros predominantes son los de tamaño pequeño y mediano, sin embargo hay un aumento en el tamaño medio entre el norte, donde los castros no suelen superar las 2 hectáreas: con ejemplos como el Castro de Baroña de 2,26 Ha o las más de 3 Ha del Castro de Elviña, y el sur, donde incluso existen castros de 20 ha, como lo de Santa Tecla, ya perteneciente al momento final de la cultura castreña, o el Castro de San Cibrao de Las de 9,5 ha. En el norte de Portugal se encuentran los castros o citanías de mayores dimensiones y de un proceso de romanización más avanzado: la Citania de Briteiros, la de Sanfíns, o Mozinho.
No se sabe con exactitud el número de castros que hubo en Galicia, pero puede estimarse en un mínimo de 3.000, aunque no todos estuvieron ocupados a la vez y quizás hubo alrededor de 1.500 en la época de mayor vitalidad, pero tan sólo hay unos 50 castros excavados arqueológicamente.

### Otros artículos
- Arquitectura de Galicia
- Historia de Galicia
- Casa circular

- Datos: Q12383304